# Chung kết Cúp C1 châu Âu 1977
Trận chung kết Cúp C1 châu Âu năm 1977 là trận chung kết thứ hai mươi hai của Cúp các đội vô địch bóng đá quốc gia châu Âu, ngày nay là UEFA Champions League. Đây là trận đấu giữa Liverpool F.C. của Anh và Borussia Mönchengladbach của Đức trên Sân vận động Olimpico, Roma, Ý vào ngày 25 tháng 5 năm 1977. Liverpool lần đầu tiên giành Cúp C1 châu Âu và trở thành câu lạc bộ đầu tiên giành Cúp UEFA và Cúp C1 châu Âu 2 năm liên tiếp.

## Chi tiết trận đấu
| Liverpool                                    | 3–1        | Borussia Mönchengladbach |
| -------------------------------------------- | ---------- | ------------------------ |
| McDermott 28' · Smith 64' · Neal 82' (ph.đ.) | (Chi tiết) | Simonsen 52'             |

| Liverpool | Borussia Mönchengladbach |

| LIVERPOOL:       |    |                   |
|                  |    |                   |
| TM               | 1  | Ray Clemence      |
| HV               | 2  | Phil Neal         |
| HV               | 3  | Joey Jones        |
| HV               | 4  | Tommy Smith       |
| TV               | 5  | Ray Kennedy       |
| HV               | 6  | Emlyn Hughes (ĐT) |
| TĐ               | 7  | Kevin Keegan      |
| TV               | 8  | Jimmy Case        |
| TV               | 9  | Steve Heighway    |
| TV               | 10 | Ian Callaghan     |
| TV               | 11 | Terry McDermott   |
| Dự bị:           |    |                   |
| TM               | 12 | Peter McDonnell   |
| TĐ               | 13 | David Fairclough  |
| TĐ               | 14 | David Johnson     |
| TV               | 15 | Alan Waddle       |
| HV               | 16 | Alec Lindsay      |
| Huấn luyện viên: |    |                   |
| Bob Paisley      |    |                   |

| BORUSSIA MÖNCHENGLADBACH: |    |                      |          |     |
|                           |    |                      |          |     |
| TM                        | 1  | Wolfgang Kneib       |          |     |
| HV                        | 2  | Berti Vogts (ĐT)     |          |     |
| HV                        | 3  | Hans Klinkhammer     |          |     |
| HV                        | 4  | Hans-Jürgen Wittkamp |          |     |
| TV                        | 5  | Rainer Bonhof        |          |     |
| TV                        | 6  | Horst Wohlers        |          | 79' |
| TV                        | 7  | Allan Simonsen       |          |     |
| TV                        | 8  | Herbert Wimmer       |          | 24' |
| TV                        | 9  | Uli Stielike         | Thẻ vàng |     |
| TĐ                        | 10 | Winfried Schäfer     |          |     |
| TĐ                        | 11 | Jupp Heynckes        |          |     |
| Dự bị:                    |    |                      |          |     |
| TV                        | 12 | Wilfried Hannes      |          | 79' |
| TV                        | 13 | Christian Kulik      |          | 24' |
| Huấn luyện viên:          |    |                      |          |     |
| Udo Lattek                |    |                      |          |     |